# Annabel Lee (Poe)
Annabel Lee ist ein Gedicht des US-amerikanischen Dichters Edgar Allan Poe, das nach seiner Entstehung im Frühjahr 1849, dem Todesjahr Poes, erstmals am 9. Oktober 1849 im New York Daily Tribune zwei Tage nach Poes Tod als Teil eines Nachrufs abgedruckt wurde. Es folgten zahlreiche Nachdrucke in verschiedenen amerikanischen Zeitungen sowie im November 1849 die Veröffentlichung im Southern Literary Messenger. Das Gedicht ist seitdem mehrfach neu publiziert und anthologisiert worden.

## Entstehung und Bedeutung

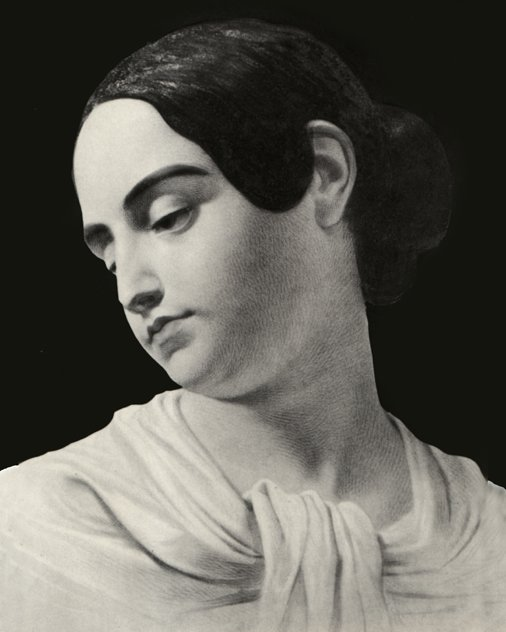
Porträt von Virginia Poe, nach ihrem Tod 1847 entstanden

Es wird oft angenommen, dass Poe in diesem Gedicht Bezug auf den Tod seiner Frau Virginia Clemm Poe, die im Januar 1847 gestorben war, nimmt. Auch Sarah Elmira Royster, mit der Poe als Jugendlicher und nach dem Tod seiner Frau Beziehungen hatte, wurde als mögliche Inspiration diskutiert.
Annabel Lee gilt als weniger tiefgründiges Gedicht, dessen Bedeutung sich schnell erschließt und dessen Wert daher eher in der Form zu finden ist. Die schmerzliche Trauer um den Tod der schönen Geliebten ist ein wiederkehrendes Motiv in verschiedenen Gedichten Poes, beispielsweise in The Raven oder Ulalume. Während allerdings der lyrische Erzähler in The Raven schließlich jegliche Hoffnung auf eine Wiedervereinigung mit der Geliebten nach dem Tod im Jenseits völlig verliert („nevermore“, dt. „nimmermehr“) und dem Wahnsinn verfällt, ist der Erzähler in Annabel Lee fest von der unauflöslichen Verbindung der Seelen beider Liebender überzeugt, die weder die Engel im Himmel noch die Dämonen in der Unterwelt zu trennen vermögen („And neither the angels in heaven above, Nor the demons down under the sea, Can ever dissever my soul from the soul Of the beautiful Annabel Lee.“).

## Publikationsgeschichte
Annabel Lee entstand kurz vor Poes Tod und wurde erst nach seinem Tod veröffentlicht. Poe selbst brachte noch vor seinem Tode mehrere Manuskripte, die als Grundlage für spätere Veröffentlichungen dienten, zur Veröffentlichung in Umlauf. Poe verfasste das Gedicht vermutlich im April und Mai 1849. Alle überlieferten Manuskripte des Gedichts sind mit derselben braunen Tinte auf blauem Papier in Reinschrift ohne Korrekturen verfasst, so dass es wahrscheinlich ist, dass Poe innerhalb von wenigen Stunden oder Tagen mehrere Kopien des Gedichts erstellte. Von diesen Kopien sind die folgenden Manuskripte die wichtigsten Grundlagen für spätere Veröffentlichungen:
- „Griswold“-Manuskript, etwa April 1849, das Poe an Rufus Wilmot Griswold schickte; heute in der Bibliothek von Harvard
- „Moore“-Manuskript, Juni 1849, das Poe John W. Moore, einem Buchhalter an der Händlerbörse in New York, übergab; heute in der Gimbel-Sammlung der Philadelphia Free Public Library
- „Hirst“-Manuskript, Juli 1849, das Poe H.B. Hirst gab, als er auf seiner Werbetour für seine Zeitschrift Richtung Süden unterwegs war und in Philadelphia Halt machte; heute in der Huntington Library, San Marion, CA
- „Sartain“-Manuskript, Juli 1849, das 1850 durch John S. Hart, einen Redakteur der Zeitschrift Sartain, von einem unbekannten Sammler erstanden wurde; heute in der Morgan Pierpont Library, in New York City
- „Thompson“-Manuskript, 9. September 1849, das sich im Nachlass John R. Thompsons befand und von Bangs, Merwin & Co. in New York am 20. Juni 1873 in einer Auktion versteigert wurde; heute in der Sammlung der Butler Library der Columbia University in New York[5]

Das Gedicht wurde als Teil vieler Nachrufe für Poe im Oktober 1849 abgedruckt. Erstmals veröffentlicht wurde das Gedicht als Teil von Poes Nachruf durch Rufus Wilmot Griswold in der Daily Tribune in New York am 9. Oktober 1849. Es folgten viele weitere Abdrucke in Zeitschriften auch über den Oktober 1849 hinaus, darunter Evening Post in New York, Weekly Tribune in New York, Southern Literary Messenger, Nova Scotian in Halifax, Indiana State Weekly Journal, Indianapolis sowie schließlich das Sartain’s Magazine im Januar 1850. Bis zum Ende des 19. Jahrhunderts und über die Jahrhundertwende erschien Annabel Lee weiterhin regelmäßig in verschiedenen Zeitschriften in den USA.
1850 erschien Annabel Lee erstmals postum als Teil einer Gedichtsammlung Poes, The Works of the Late Edgar Allan Poe — Vol II: Poems & Miscellanies. 1852 war Annabel Lee Teil von Tales of Mystery and Imagination and Humour; and Poems, die in London bei Henry Vizetelly erschienen. 1853 war Annabel Lee das einzige Gedicht von Poe in der Gedichtanthologie Thalatta: A Book for the Sea-Side, welche Gedichte verschiedener Autoren, von Bryant bis Wordsworth, vereinigte. 1875 erschien Annabel Lee als Teil von der Gesamtausgabe von Poes Werken, The Works of Edgar Allan Poe.
Ab Ende des 19. Jahrhunderts war Annabel Lee Teil verschiedener edierter Gesamtausgaben, darunter The Works of Edgar Allan Poe, vol. 10: Poems, herausgegeben von E. C. Stedman and G. E. Woodberry von 1894-1895, The Complete Works of Edgar Allan Poe, vol. 7: Poems, herausgegeben von J. A. Harrison, und weitere Ausgaben 1911, 1917, 1965 oder 1984. Eine der letzten Ausgaben ist die wissenschaftlich edierte Ausgabe von 2015, The Annotated Poe, herausgegeben von Kevin J. Hayes.
Von Annabel Lee entstanden recht rasch Übersetzungen in andere Sprachen, so 1857 durch Luise von Ploennis ins Deutsche oder 1919 vermutlich durch Aaron Carlin ins Jiddische. Neben Übersetzungen in weitere Sprachen, etwa das Französische, gibt es eine Ausgabe in Blindenschrift und Tonaufnahmen von Annabel Lee, so etwa eine Lesung durch Nelson Olmsted auf The Raven: Poems and Tales of Edgar Allan Poe. Orson Welles hat Annabel Lee 1941 in der Radiosendung The Mercury Theater of the Air vorgetragen.

## Text
| Original | Übersetzung |
| --- | --- |

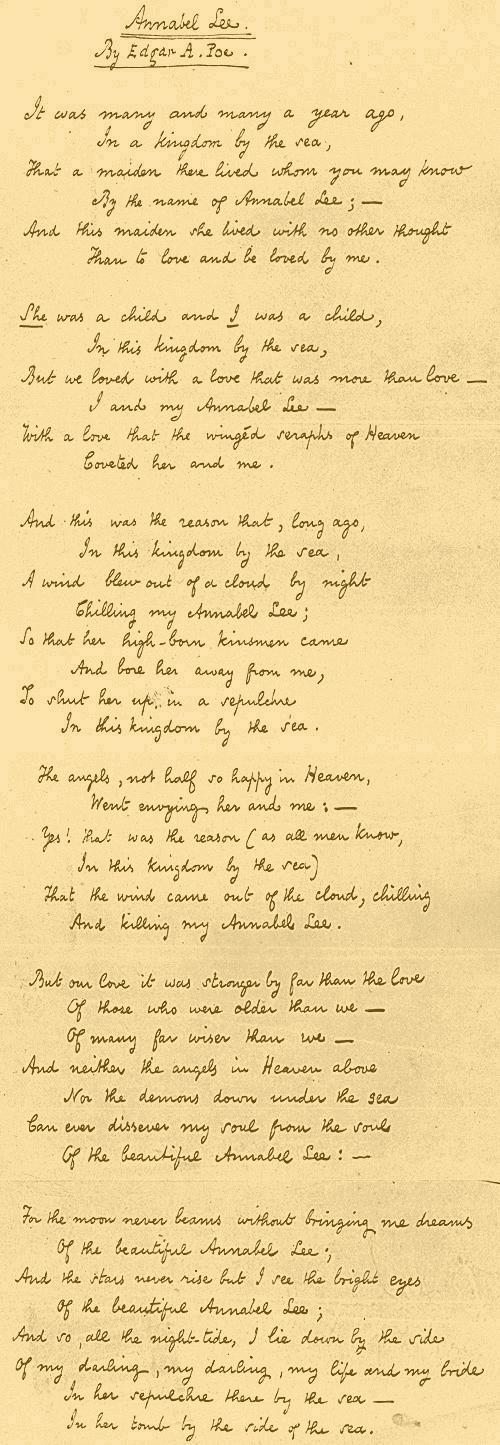
Annabel Lee: Reinentwurf von Poes Manuskript 1849

| It was many and many a year ago, In a kingdom by the sea, That a maiden there lived whom you may know By the name of Annabel Lee; And this maiden she lived with no other thought Than to love and be loved by me. | Es war vor vielen, vielen Jahren, In einem Königreich nahe dem Meer, Dort lebte ein Mädelein, von dem du vielleicht weißt Mit Namen Annabel Lee. Und dieses Mädelein, sie lebte ohne and'ren Gedanken, Als mich zu lieben und von mir geliebt zu sein. |
| I was a child and she was a child, In this kingdom by the sea; But we loved with a love that was more than love- I and my Annabel Lee; With a love that the winged seraphs of heaven Coveted her and me. | Ich war ein Kind und sie war ein Kind, In diesem Königreich nahe dem Meer; Und wir liebten eine Liebe, gar mehr als eine Liebe Ich und meine Annabel Lee; Mit einer Liebe, die die Engel darob Begehrten, ihre und meine. |
| And this was the reason that, long ago, In this kingdom by the sea, A wind blew out of a cloud, chilling My beautiful Annabel Lee; So that her highborn kinsman came And bore her away from me, To shut her up in a sepulchre In this kingdom by the sea.                                                                                   | Und dies war der Grund, lange bevor, In diesem Königreich nahe dem Meer, Ein Sturm blies aus den Wolken, stahl Meine schöne Annabel Lee; Sodass ihr hochgeborener Verwandter kam Und nahm sie fort von mir, Um sie einzusperren in ein Grab In diesem Königreich nahe dem Meer.                                                                               |
| The angels, not half so happy in heaven, Went envying her and me- Yes!- that was the reason as all men know, In this kingdom by the sea That the wind came out of the cloud by night, Chilling and killing my Annabel Lee. | Die Engel, nicht halb so glücklich im Himmel, Beneideten sie und mich- Ja!- Dies war der Grund, wie die Männer wissen, In diesem Königreich nahe dem Meer. Als der Wind aus den Wolken sprang bei Nacht, Kühlte und mordete meine Annabel Lee. |
| But our love it was stronger by far than the love Of those who were older than we- Of many far wiser than we- And neither the angels in heaven above, Nor the demons down under the sea, Can ever dissever my soul from the soul Of the beautiful Annabel Lee.                                                                              | Doch uns're Liebe war stärker bei weitem als die Liebe Von den Älteren, Von weit Weiseren als wir- Und weder die Engel oben im Himmel, Noch die Dämonen tief unten im Meer, Können jemals trennen meine Seele und die Der schönen Annabel Lee. |
| For the moon never beams without bringing me dreams Of the beautiful Annabel Lee; And the stars never rise but I feel the bright eyes Of the beautiful Annabel Lee; And so, all the night-tide, I lie down by the side Of my darling- my darling- my life and my bride, In the sepulchre there by the sea, In her tomb by the sounding sea. | Der Mond niemals strahlt, ohne mir Träume zu bringen Von der schönen Annabel Lee. Und die Sterne niemals steigen, doch ich fühle ihre Augen Der schönen Annabel Lee. Und so, jede flutende Nacht, liege ich an der Seite Meines Liebling- mein Liebling- mein Leben und meine Braut, Im Grab dort nah dem Meer, In ihrer Grabesstätte nahe dem tosenden Meer. |

Deutsche Übersetzung von Hedwig Lachmann.

## Annabel Leein der Musik
Joan Baez sang das Gedicht 1967 auf dem Album Joan nach Noten von Don Dilworth. Die Version von Stevie Nicks ist auf dem 2011 erschienenen Album In Your Dreams zu finden. Alexander Veljanov veröffentlichte 2006 eine deutsche Version.
Die Psychobilly-Gruppe Tiger Army bezog sich 2001 in einem gleichnamigen Stück auf Annabel Lee.
Die US-amerikanische Folksängerin Marissa Nadler vertonte Annabel Lee auf ihrem 2004 erschienenen Album Ballads Of Living And Dying.
Im Jahr 2010 veröffentlichte die Band Alesana ein Konzeptalbum, das sich mit Poes Gedicht auseinandersetzt. Im selben Jahr erschien das Stück Annabel Lee von der Rockgruppe Black Rebel Motorcycle Club.
Die deutsche Speedfolkband Fiddler’s Green veröffentlichte in ihren Anfangsjahren eine Vertonung des Stücks. Sie unterscheidet sich sehr von der ansonsten von dieser Band produzierten Musik.
2015 veröffentlichte die Band Lord of the Lost auf ihrem Akustik-Album Swan Song den Song Annabel Lee mit dem Text aus dem Gedicht.
2024 veröffentlichte die Band Indochine auf ihrem Album Babel Babel den Song Annabel Lee, dessen Text vom Gedicht inspiriert wurde.

## Ausgaben
- Annabel Lee. In: Thomas Ollive Mabbott (Hrsg.): Collected Works of Edgar Allan Poe, Band I: Poems. The Beklnap Press of Harvard University Press, Cambridge MA 1969, S. 468–481.

## Sekundärliteratur
- Bradford A. Booth: The Identity of Annabel Lee. In: College English 7, 1945, S. 17–19.
- Adam Bradford: Inspiring Death: Poe's Poetic Aesthetics, Annabel Lee, and The Communities of Mourning in Nineteenth-century America. In: Edgar Allan Poe Review 12:1, 2011, S. 72–100.
- Robert A. Law: A Source of ‘Annabel Lee. In: Journal of English and Germanic Philology 21, 1922, S. 341–346.
- Deborah K. Nagy: Annabel Lee: Poe's Ballad. in: RE:AL: The Journal of Liberal Arts 3:2, 1977, S. 29–34.
- Ma Luz García Parra:  Poe: The Concept of Poetry and Poetic Practice with Reference to the Relationship between The Poetic Principle and Annabel Lee. In: Revista Alicantina de Estudios Ingleses 13, 2000, S. 53–65.
- Sławomir Studniarz: Sonority and Semantics in ‘Annabel Lee’. In: Edgar Allan Poe Review 16:1, 2015, S. 107–125.